# 观音古刹
观音古刹，位于吉林省吉林市船营区光华路与昆明街交叉路口处南侧，原吉林市中级人民法院西侧。汉族地区佛教全国重点寺院之一，现任住持为觉醒法师。

## 历史沿革
观音古刹始建于清朝乾隆十八年（1753年）。1938年，如莲法师重修。1983年，该寺被列为汉族地区佛教全国重点寺院，并于1984年正式向社会开放。

## 建筑特点
现有建筑十间，包括正殿三间、藏经殿、三圣殿、斋堂、天王殿、钟鼓楼等，寺内现仍珍藏有清代雍正年间木版印刷的一套较完整的“大藏经”。“文革”期间遭到严重破坏，后经维修基本恢复原貌。；
观音古刹坐南朝北，正殿殿中供奉南无观世音菩萨坐像，正殿东供有祖师牌位，西奉有伽蓝菩萨的。东配殿为藏经殿，收藏三大藏经，其中包括《龙藏》；西配殿为法堂，供奉地藏王菩萨。

## 佛事活动
1989年8月31日，观音古刹举行佛像开光典礼，逾千人参加了典礼仪式和诵经法会。